# Карагандинское дело
Караганди́нское де́ло (каз. Қарағанды ісі, также «Каркарали́нское дело») — открытый судебный процесс, организованный Советской властью в период массовых политических репрессий (1937—38) в Караганде Казахской ССР.
Постановлением бюро ЦК ВКП(б) КазССР от 10 сентября 1937 года проведён в ноябре в г. Караганды. Проведение судебного дела было поручено председателю Верховного Суда КазССР Ш. Б. Бектурганову, однако он был арестован, и дело рассматривала специальная комиссия Верховного Суда. В обвинительном заключении, опубликованном в газете 12 ноября 1937, Абдолле Асылбекову (бывшему председателю Карагандинского облисполкома), Нургали Нурсеитову (бывшему 2-му секретарю Карагандинского обкома ВКП(б)) и Мансуру Гатаулину (бывшему 2-му секретарю Каркаралинского окружного комитета ВКП(б)) предъявлено обвинение в образовании контрреволюционной националистической организации, осуществлявшей вредительские действия во вновь образованном в 1934 году Каркаралинском округе. Считалось, что организацией руководили антисоветские центры во главе с Т. Рыскуловым, Н. Нурмаковым, С. Кожановым в Москве, С. Сейфуллиным, У. Кулумбетовым, Ж. Садуакасовым в Алматы.
По заключению обвинителей, основная цель организации — свержение Советской власти в КазССР, выход из состава СССР и образование буржуазного государства. В соответствии с этой целью организация боролась в тайной и открытой форме против национальной политики Компартии в Каркаралинском округе и Карагандинской области, нарушая кадровую политику партии, назначала на ответственные должности своих людей, проводила работу, направленную на разрушение колхозов, совхозов и МТС, чинила препятствия выполнению планов в финансовой, налоговой, строительной и других отраслях, не доводила до конца политико-экономические, социальные кампании, оказывала антиклассовое идеологическое влияние. Члены организации обвинялись в совместных действиях против Советской власти с правыми и левыми оппортунистическими группами троцкистов и бухаринцев, внешними «врагами народа». Во время следствия была установлена связь обвиняемых с Ж. Султанбековым, З. Торегожиным, А. Макатовым, Н. Байсалыковым (секретарь Коныратского райкома партии), Токтаровым (секретарь Шетского райкома партии), Мухаметшиным, Бирмухамбетовым и др. деятелями. Эти лица были арестованы.
22 ноября 1937 года на основании пунктов 2, 7, 10 и 11 58-й статьи Уголовного кодекса КазССР А. Асылбеков, Н. Нурсеитов, М. Гатаулин, а также партийные работники А. Избасаров, М. Ордабаев, П. Шамсудинов были приговорены к расстрелу, Ж. Баймолдин (директор совпартшколы) — к лишению свободы на 15 лет.
В конце июля 1957 года все осужденные были официально реабилитированы «за отсутствием состава преступления».